# Зиберов, Иван Георгиевич
Иван Георгиевич Зиберов (13 июля 1897, село Константиновское, Ставропольская губерния, Российская империя — 10 февраля 1986, Москва, СССР) — советский военачальник, генерал-майор танковых войск (07.06.1943), кандидат военных наук (06.03.1944).

## Биография
Родился 13 июля 1897 года в селе Константиновское, ныне в Константиновском сельсовете Петровского района Ставропольского края. Русский.

## Военная служба

### Первая мировая война
Был призван на военную службу в августе 1915 года и зачислен в 116-й запасной пехотный полк в городе Ахалцихе (Грузия). В апреле 1916 года там же окончил учебную команду и служил унтер-офицером в караульной роте этого полка в должностях командира отделения и взвода. В 1917 году вступил в ВКП(б).

### Революция и Гражданская война
С ноября 1917 года в городе Ахалцихе был командиром и комиссаром крепости, занятой отрядом Красной гвардии. Участвовал в боях против мусаватистов.
В Гражданскую войну с января 1918 года состоял в партизанском отряде Ставропольской губернии и одновременно был членом и секретарем совета у себя на родине в селе Константиновское.
1 мая 1918 года вступил в РККА и назначен командиром отдельного батальона при Ставропольском военкомате. С августа был адъютантом 4-го сводного Ставропольского советского полка, с сентября — начальником штаба 2-й Ставропольской советской дивизии, с января 1919 года — начальником штаба 6-й кавалерийской дивизии 10-й армии.
С мая по ноябрь 1919 года учился в Школе штабной службы в Москве, по возвращении в дивизию служил в должностях начальника штаба и зав. разведкой 2-й кавалерийской бригады. В составе 1-й Конной армии воевал с ней на Южном и Юго-Западном фронтах против войск генерала А. И. Деникина и белополяков, за успехи в боях награждён часами от ВЦИК (10.5.1920). После советско-польской войны осенью 1920 года дивизия вновь была возвращена на Южный фронт и участвовала в разгроме войск генерала П. Н. Врангеля в Северной Таврии и в Крыму. С ноября Зиберов исполнял должность начальника штаба 6-й Чонгарской кавалерийской дивизии, с февраля 1921 года был военруком по борьбе с бандитизмом при штабе 1-й Конной армии в городе Екатеринослав.
Позже за боевые отличия в Гражданской и советско-польской войне награждён орденом Красного Знамени (22.2.1930), дважды оружием — маузер от РВС СССР (23.2.1928) и пистолет Токарева от РВС ЛВО (1931).

### Межвоенный период
В мае 1921 года откомандирован в распоряжение помощника главкома по Сибири, а оттуда в августе зачислен слушателем в Военную академию РККА. По её окончании в сентябре 1926 году назначен начальником штаба 28-го Таманского кавалерийского полка 5-й Ставропольской кавалерийской дивизии им. М. Ф. Блинова СКВО в городе Ставрополь. С октября 1927 года в том же округе был начальником оперативной части и начальником штаба 12-й кавалерийской дивизии.
В мае 1930 года переведен в ЛВО командиром и военкомом 71-го кавалерийского полка 4-й отдельной кавалерийской бригады.
С ноября 1931 по июль 1932 года находился на академических курсах технического усовершенствования комсостава при Военно-технической академии РККА им. Ф. Э. Дзержинского. По окончании назначен начальником штаба учебного полка БВО в город Бобруйск, переформированного затем в 4-ю механизированную бригаду.
В апреле 1935 года зачислен адъюнктом в Военную академию РККА им. М. В. Фрунзе, затем там же исполнял должность старшего руководителя кафедры мотомеханизированных войск и преподавателя кафедры вооружения и техники. Приказом НКО от 13 марта 1937 года уволен по ст. 43, п. «б». 28 января 1938 года восстановлен в кадрах РККА и назначен старшим преподавателем кафедры тактики Военной академии моторизации и механизации РККА им. И. В. Сталина, с 15 марта временно исполнял должность доцента этой кафедры. Приказом по академии от 4 августа 1938 года полковнику Зиберову было присвоено ученое звание — ассистент.

### Великая Отечественная война
С началом войны продолжал работать в академии в прежней должности.
29 мая 1942 года Зиберов назначается начальником оперативного отдела штаба 3-й танковой армии, формировавшейся в МВО. С 22 августа она была включена в Западный фронт и участвовала в контрударе по 2-й немецкой танковой армии южнее города Козельск. С 19 сентября армия находилась в резерве Ставки ВГК в районе города Плавск, затем в январе 1943 года была подчинена Воронежскому фронту.
С 15 февраля 1943 года принимает командование 111-й стрелковой дивизией, находившейся в это время в окружении. Командующий 3-й танковой армии генерал-лейтенант П. С. Рыбалко отдал ему приказ «вывести её из окружения в трехдневный срок». Эта задача была выполнена, после чего дивизия в составе армии вела успешное наступление на Полтаву, участвуя в Харьковской наступательной операции. В начале марта противник нанес сильный контрудар в районе Кигичевка — Шляховая, в результате дивизия вновь оказалась в окружении. В этих боях полковник Зиберов отморозил ноги и 8 марта был эвакуирован во фронтовой госпиталь, передав командование командиру 468-го стрелкового полка Герою Советского Союза С. И. Полянскому.
За успешный вывод дивизии из окружения Постановлением СНК СССР от 7 июня 1943 года ему присвоено воинское звание — генерал-майор танковых войск, а Указом ПВС СССР от 21 августа 1943 года он был награждён орденом Красного Знамени.
До конца октября находился на лечении в госпитале, по выходе признан инвалидом 2-й группы и назначен вторым заместителем начальника Главного управления формирования и боевой подготовки БТ и MB Красной армии.
В марте 1944 года защитил диссертацию, и ему была присвоена учёная степень — кандидат военных наук.
В июне 1944 года по предложению прежнего командующего армией генерал-полковника танковых войск П. С. Рыбалко вновь убыл на фронт на должность заместителя начальника штаба 3-й гвардейской танковой армии 1-го Украинского фронта. Участвовал с ней в Львовско-Сандомирской наступательной операции. На заключительном этапе операции в боях за город Львов непосредственно командовал ударной группой армии, атаковавшей противника с тыла. В августе армия вела бои на сандомирском плацдарме, затем 7 сентября выведена в резерв Ставки ВГК. 28 октября она вновь вошла в состав 1-го Украинского фронта и участвовала в Сандомирско-Силезской, Нижне-Силезской, Берлинской и Пражской наступательных операциях.

### Послевоенная карьера
После войны с сентября 1945 года состоял в распоряжении командующего БТ и MB Красной армии, затем в марте 1946 года назначен начальником 2-го Ульяновского дважды Краснознаменного танкового училища им. М. И. Калинина.
С сентября 1946 года исполнял должность начальника Высшей офицерской школы самоходной артиллерии БТ и MB ВС СССР.
21 июля 1950 года уволен в запас.
Скончался 10 февраля 1986 года, похоронен на Кунцевском кладбище в Москве.

## Награды
СССР
- орден Ленина (21.02.1945)
- четыре ордена Красного Знамени (22.2.1930, 21.08.1943[3], 03.11.1944, 06.11.1947)
- орден Кутузова I степени (27.06.1945)[4][5]
- орден Суворова II степени (23.09.1944)[6]
- орден Богдана Хмельницкого II степени (06.04.1945)[7]
- орден Отечественной войны I степени (06.11.1985)
- орден Красной Звезды (28.10.1967)
- Медали, в том числе:
  - «XX лет Рабоче-Крестьянской Красной Армии» (1938)
  - «За оборону Москвы»
  - «За победу над Германией в Великой Отечественной войне 1941—1945 гг.»
  - «За взятие Берлина»
  - «За освобождение Праги»
  - «Ветеран Вооружённых Сил СССР»

Иностранные награды
- Военный крест (ЧССР)
- Орден «Крест Грюнвальда» (ПНР) (1947)
- Медаль «За вашу и нашу Свободу» (ПНР)
- Медаль «За Одру, Нису и Балтику» (ПНР)